# Lijst van voetbalinterlands Aruba - Britse Maagdeneilanden
Deze lijst van voetbalinterlands is een overzicht van alle officiële voetbalwedstrijden tussen de nationale teams van Aruba en de Britse Maagdeneilanden. De landen speelden tot op heden een keer tegen elkaar. Dat was een kwalificatiewedstrijd voor de Caribbean Cup 2014 op 1 juni 2014 in Oranjestad.

## Wedstrijden
| № | Plaats     | Datum       | Competitie                      | Wedstrijd                      | Uitslag |
| - | ---------- | ----------- | ------------------------------- | ------------------------------ | ------- |
| 1 | Oranjestad | 1 juni 2014 | Caribbean Cup 2014 kwalificatie | Aruba – Britse Maagdeneilanden | 7 – 0   |

## Samenvatting
| Competitie                 | Totaal gespeeld | Winst Aruba | Gelijk | Winst Br. Maagdeneil. | Doelsaldo Aruba – Br. Maagdeneil. |
| -------------------------- | --------------- | ----------- | ------ | --------------------- | --------------------------------- |
| Caribbean Cup-kwalificatie | 1               | 1           | 0      | 0                     | 7 – 0                             |
| Totaal                     | 1               | 1           | 0      | 0                     | 7 – 0                             |

Wedstrijden bepaald door strafschoppen worden, in lijn met de FIFA, als een gelijkspel gerekend.
AVB · A-internationals · Arubaans vrouwenelftal · Olympisch elftal
Amerikaanse Maagdeneilanden ·
Antigua en Barbuda ·
Barbados ·
Bermuda ·
Britse Maagdeneilanden ·
Canada ·
Costa Rica ·
Cuba ·
Curaçao ·
Dominica ·
Dominicaanse Republiek ·
El Salvador ·
Grenada ·
Guam ·
Guyana ·
Haïti ·
Jamaica ·
Kaaimaneilanden ·
Montserrat ·
Nederlandse Antillen ·
Panama ·
Puerto Rico ·
Saint Kitts en Nevis ·
Saint Lucia ·
Saint Vincent en de Grenadines ·
Suriname ·
Turks- en Caicoseilanden ·
Venezuela
BVIFA · A-internationals · vrouwenelftal
Amerikaanse Maagdeneilanden ·
Anguilla ·
Antigua en Barbuda ·
Aruba ·
Bahama's ·
Barbados ·
Bermuda ·
Cuba ·
Curaçao ·
Dominica ·
Dominicaanse Republiek ·
Grenada ·
Guatemala ·
Haïti ·
Kaaimaneilanden ·
Montserrat ·
Puerto Rico ·
Saint Kitts en Nevis ·
Saint Lucia ·
Saint Vincent en de Grenadines ·
Suriname ·
Trinidad en Tobago ·
Turks- en Caicoseilanden